# Рама, Кристакь
Кристакь Рама (алб. Kristaq Rama; 1932, Дуррес — 11 апреля 1998, Тирана) — албанский скульптор, педагог, политик, член Албанской партии труда. Народный художник Албании (алб. Skulptor i Popullit).
Отец Эди Рамы, мэра Тираны (2000—2011), лидера Социалистической партии Албании (с 2005), Председателя Совета министров Албании (с 2013).

## Биография

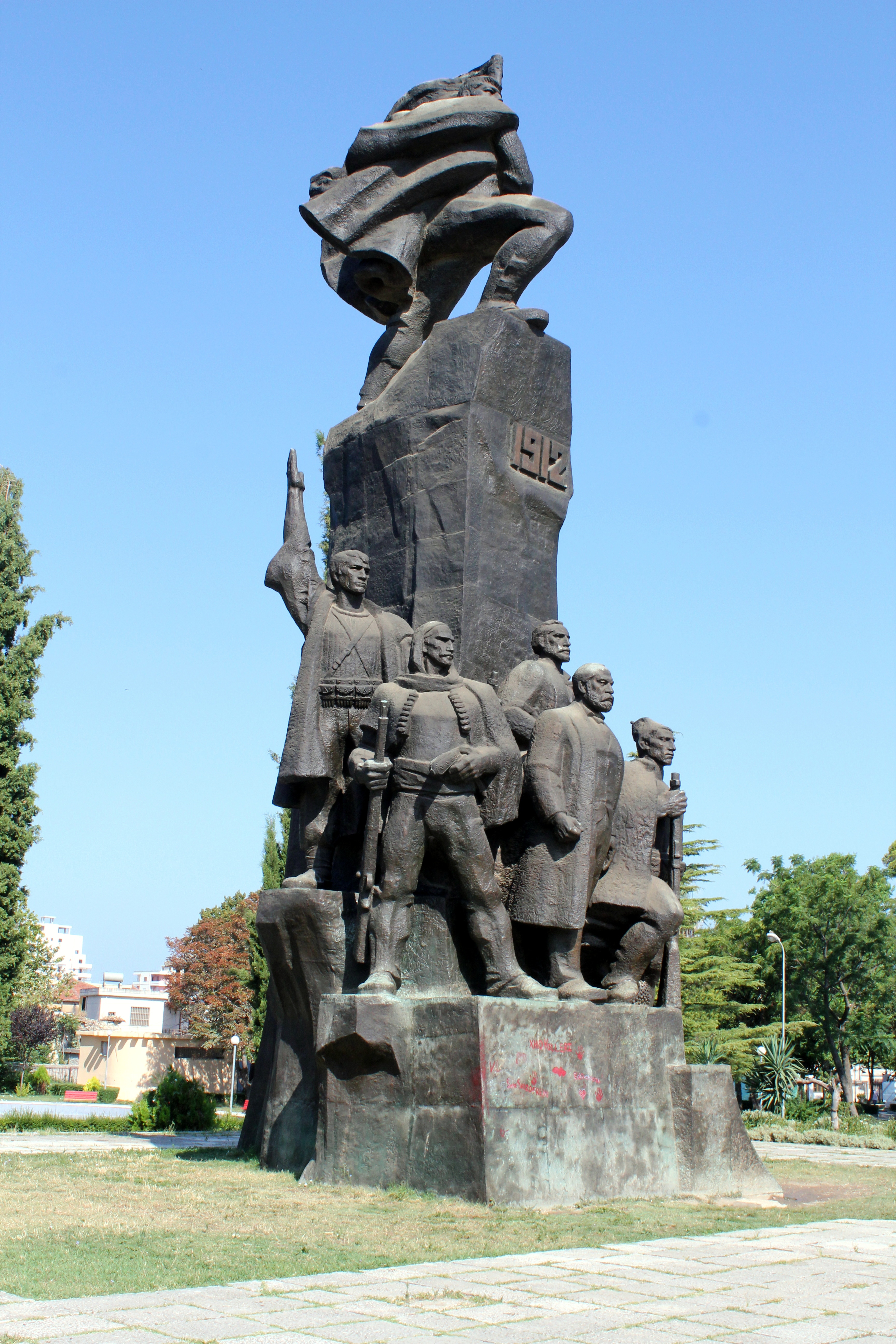
Монумент Независимости (Влёра)

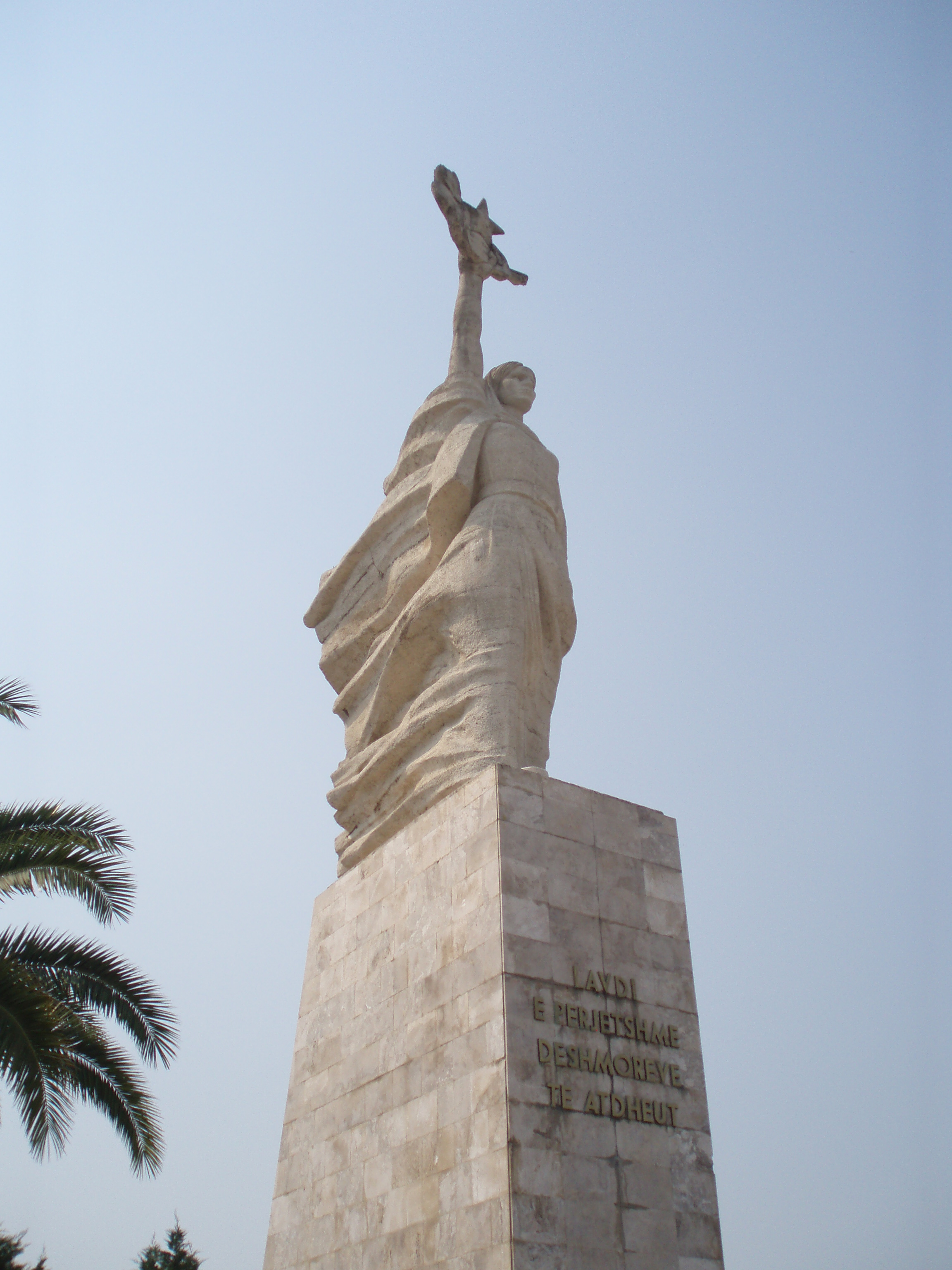
Памятник Мать Албания

Родился 31 июля 1932 года в Дурресе в семье Влаша Рамы и Вероники Коломби, сестры Зефа Коломби.
В 1951 году окончил факультет изящных искусств Художественного лицея в Тиране. В 1954 году продолжил учёбу в Институте живописи, скульптуры и архитектуры им. И. Е. Репина в Ленинграде. После его окончания в 1960 году вернулся в Албанию, где работал в Тиране, сперва инспектором, затем начальником отдела изобразительных искусств в министерстве культуры Албании, одновременно преподавал в Университете искусств Албании в Тиране. Подготовил ряд известных скульпторов Албании.
Автор ряда монументальных памятников Албании, созданный в стиле социалистического реализма. Часто работал с Мунтасом Дхрами и Шабаном Хадери.
В августе 1988 года Кристакь Рама, как член Президиума Народного собрания НСРА, участвовал в утверждении смертного приговора поэту-диссиденту Хавзи Неле.

## Избранные работы
- Монумент Независимости в г.Влёра
- Памятник Мать Албания в Тиране
- Памятник Шоте Галица в Кукесе
- Памятник Эссаду-паше Топтани в г.Влёра
- Памятник Авни Рустеми и другие

Произведения скульптора хранятся в Национальном историческом музее в Тиране, а также во многих других музеях Албании.